# Wielka encyklopedia francuska

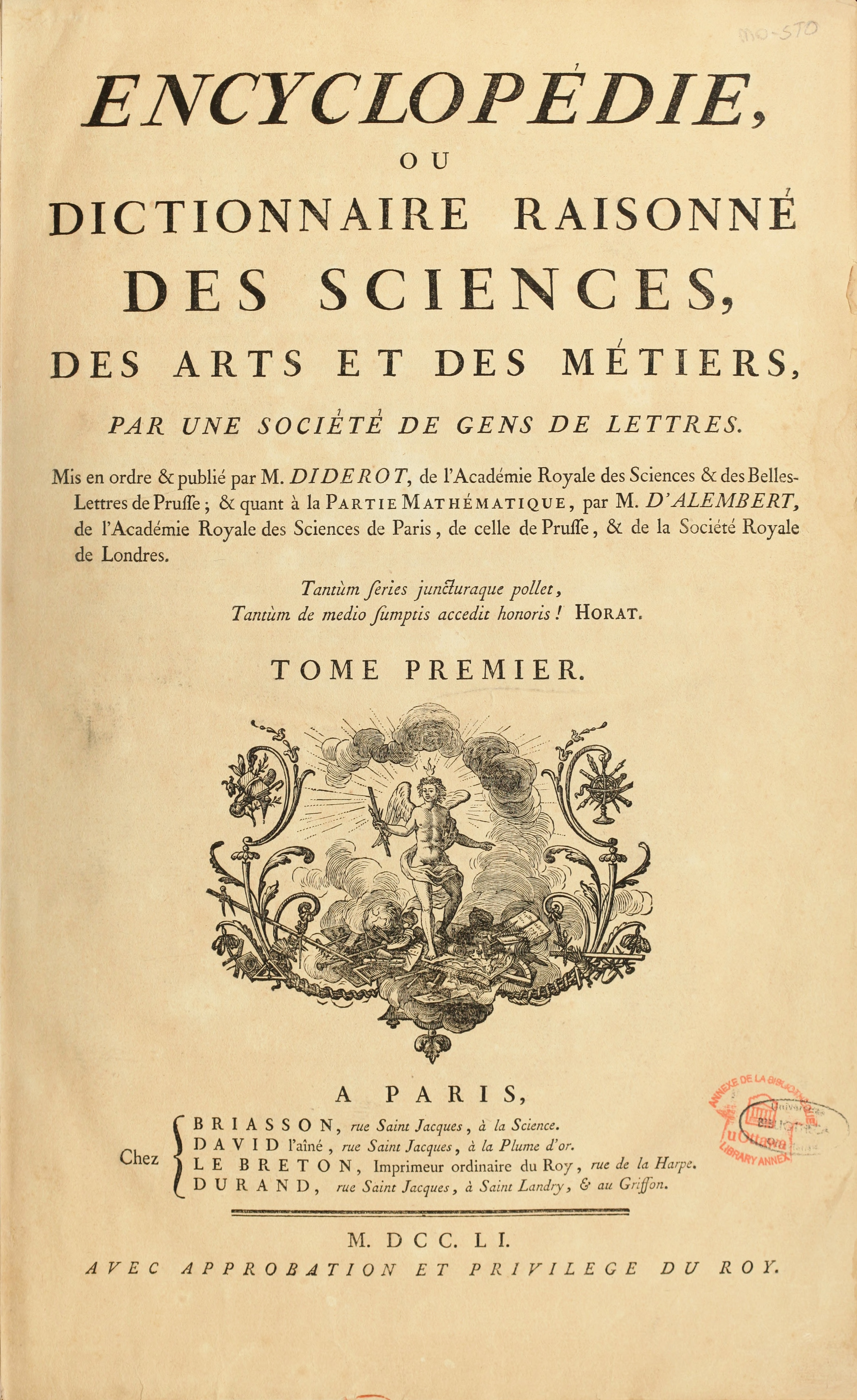

Wielka encyklopedia francuska (oryginalny tytuł Encyclopédie, ou dictionnaire raisonné des sciences, des arts et des métiers – Encyklopedia albo słownik rozumowany nauk, sztuk i rzemiosł) – encyklopedia wydawana we Francji w latach 1751–1766, a z późniejszymi suplementami i wydaniami poprawionymi – w 1772, 1777 i 1780. Encyklopedia ta w późniejszych latach doczekała się wielu wydań w tłumaczeniu na inne języki i wydawnictw wzorujących się na niej i z niej korzystających.
W zamierzeniu Encyclopédie miała być kompendium ówczesnej wiedzy z zakresu nauki, sztuki i rzemiosła, a jej twórcy sami za cel zakładali dokonanie „zmiany myślenia”. We wprowadzeniu pn. Discours Préliminaire des Éditeurs napisanym przez d’Alemberta w otwarty sposób przedstawiono oświeceniowe ideały. Uważa się, że to monumentalne dzieło stało się jednym ze szczytowych osiągnięć okresu Oświecenia. Miała ona wielkie znaczenie społeczne, polityczne i kulturowe. Zawarte w niej reformatorskie hasła utorowały drogę rewolucji francuskiej.

## Geneza
W 1726 roku we Francji założono Société des Arts, które opracowało projekt wydania encyklopedii wiedzy i umiejętności, jednak do jego realizacji nie doszło. Inny, oddzielny projekt wydania encyklopedii obejmującej wiedzę ogólną i użytkową powstał w środowisku masońskim. André Le Breton, jeden z głównych wydawców i inicjatorów Wielkiej Encyklopedii Francuskiej, był od 1729 roku mistrzem paryskiej loży masońskiej.
Po fiasku wydania tłumaczenia angielskiej Cyclopaedii Ephraima Chambersa w dniu 16 października 1747 roku Le Breton podpisał z Diderotem i d’Alembertem umowę na napisanie encyklopedii. W październiku 1750 wydany został prospekt tego wydawnictwa, a pierwszy tom miał ukazać się w lipcu 1751.
We Francji powstał odpowiedni klimat i zapotrzebowanie na wydawnictwa encyklopedyczne obejmujące całość wiedzy, popularne były słowniki i kompendia obejmujące jakiś zakres wiedzy (historyczne, geograficzne itp.). U podłoża stały filozoficzne nurty oświeceniowe i poszerzająca się wiara w postęp, osiągany dzięki rozwojowi nauki. Zauważano ich wartość dla wiedzy jako takiej i praktyczność w codziennym życiu.

## Autorzy i redaktorzy
Pierwszym, któremu Andre Le Breton powierzył tworzenie encyklopedii, był francuski matematyk Jean-Paul de Gua de Malves, który z kolei zatrudnił młodych Condillaca, d’Alemberta i Diderota. Po 13 miesiącach z powodu niewłaściwego podejścia Le Breton zwolnił de Malvesa i podpisał umowę z d’Alembertem i Diderotem (16 października 1747). Największy wpływ na kształtowanie treści i ostateczny kształt Wielkiej Encyklopedii Francuskiej miał Denis Diderot. To on dobierał autorów, ustalał zestaw haseł i najczęściej dokonywał ostatecznej redakcji. Zestaw autorów i redaktorów zmieniał się, ale najdłużej Encyklopedią zajmował się Diderot i zapewne jego intelekt i osobowość najbardziej się na niej odcisnęły.
Grupę uczonych i myślicieli uczestniczących w tworzeniu tego dzieła nazwano później encyklopedystami. Byli to:
- Jean le Rond d’Alembert
- Denis Diderot – główny redaktor
- André Le Breton – wydawca, autor, zajmował się też okazjonalnie redakcją
- Étienne de Condillac
- Louis Jean Daubenton
- Claude Adrien Helvétius (Helwecjusz)
- Paul d’Holbach
- Chevalier de Jaucourt
- Monteskiusz
- Jean-Jacques Rousseau
- Anne-Robert-Jacques Turgot
- Wolter
- François Quesnay

## Wielka encyklopedia francuska w liczbach

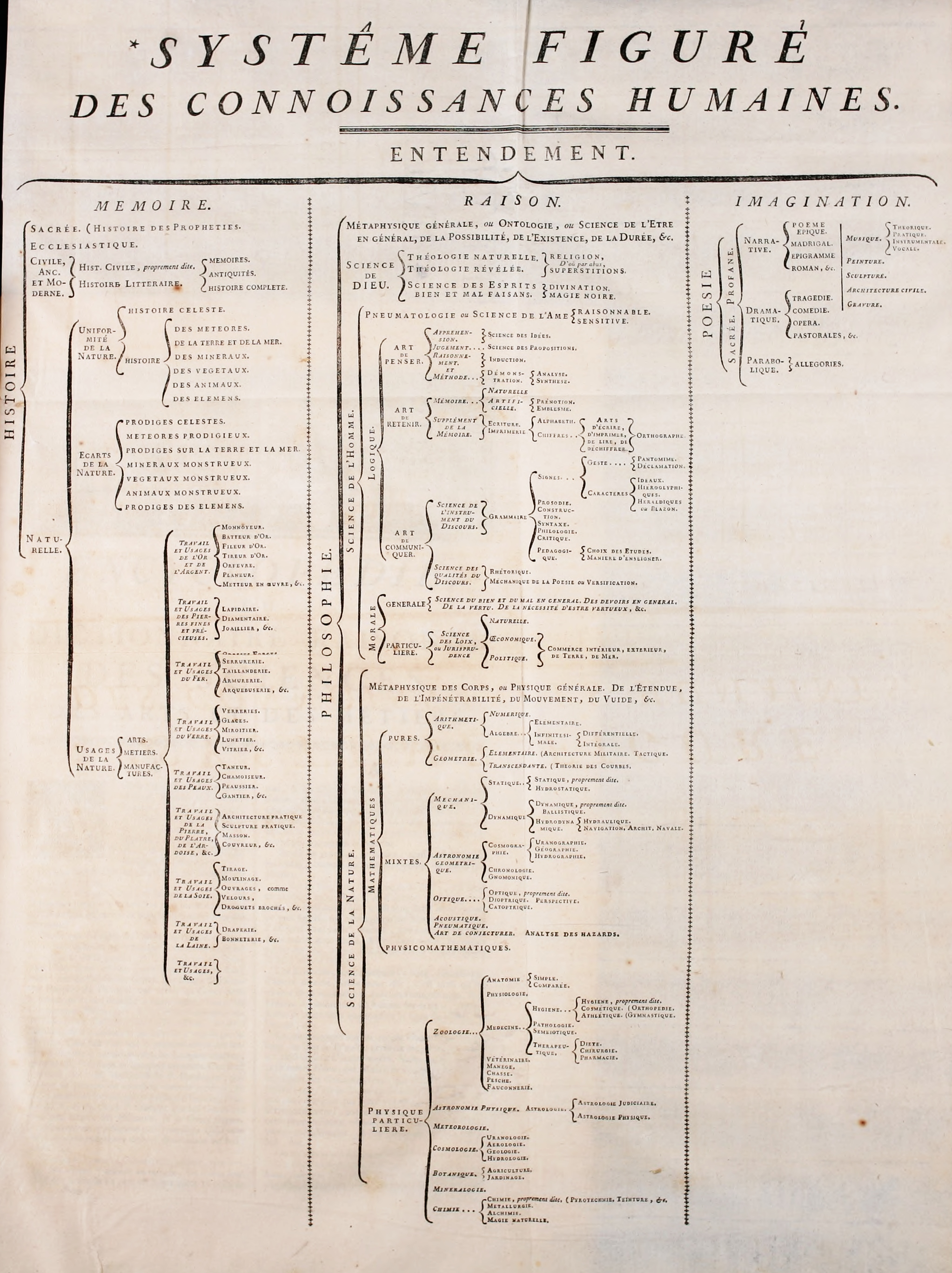

- 35 tomów
- 71 819 haseł
- 2880 ilustracji
- 19 tys. stron
- 21 mln słów

## Chronologia publikacji WEF

### Publikacja kolejnych tomów
| Nr tomu | Hasła                                | Data                         |
| ------- | ------------------------------------ | ---------------------------- |
| 1.      | A – Azymites                         | czerwiec 1751                |
| 2.      | B – Cézimbra                         | styczeń 1752 (datowany 1751) |
| 3.      | Cha – Consécration                   | październik 1753             |
| 4.      | Conseil – Dizier, Saint              | październik 1754             |
| 5.      | Do – Esymnete                        | listopad 1755                |
| 6.      | Et – Fne                             | październik 1756             |
| 7.      | Foang – Gythium                      | listopad 1757                |
| 8.      | H – Itzehoa                          | grudzień 1765                |
| 9.      | Ju – Mamira                          | grudzień 1765                |
| 10.     | Mammelle – Myva                      | grudzień 1765                |
| 11.     | N – Parkinsone                       | grudzień 1765                |
| 12.     | Parlement – Potytric                 | grudzień 1765                |
| 13.     | Pomacies – Reggio                    | grudzień 1765                |
| 14.     | Reggio – Semyda                      | grudzień 1765                |
| 15.     | Sen – Tchupriki                      | grudzień 1765                |
| 16.     | Teanum – Vénerie                     | grudzień 1765                |
| 17.     | Vénérien – Zzuéné oraz Articles omis | grudzień 1765                |

Źródło: University of Chicago.

#### Publikacja ilustracji
| Nr tomu  | Część               | Data |
| -------- | ------------------- | ---- |
| 1. (18)  | 1. część            | 1762 |
| 2. (19)  | 2. część, 1. partia | 1763 |
| 3. (20)  | 2. część, 2. partia | 1763 |
| 4. (21)  | 3. część            | 1765 |
| 5. (22)  | 4. część            | 1767 |
| 6. (23)  | 5. część, 6. tom    | 1768 |
| 7. (24)  | 6. część, 7. tom    | 1769 |
| 8. (25)  | 7. część, 8. tom    | 1771 |
| 9. (26)  | 8. część, 9. tom    | 1771 |
| 10. (27) | 9. część, 10. tom   | 1772 |
| 11. (28) | 10. część, 11. tom  | 1772 |

Źródło: University of Chicago.

## Znaczenie
Ukończenie WEF zajęło 25 lat i mimo trudności, do których należały waśnie między twórcami, cenzura przedrewolucyjnego państwa francuskiego, a nawet zakaz druku, okazała się wielkim sukcesem wydawniczym. W sumie sprzedano ponad 25 tys. kompletów l’Encyclopédie, co przyniosło 2,5 mln liwrów zysku (co odpowiada wartości ok. 30 mln dolarów amerykańskich w 2007).
Wielka Encyklopedia Francuska była pod wpływem angielskiej myśli filozoficznej (Francis Bacon, John Locke). Autorzy prezentowali wiarę w powszechny postęp, który miał być osiągany dzięki rozwojowi naukowemu.